# Renju International Federation
Renju International Federation (RIF) startades den 8 augusti 1988 i Stockholm av de nationella förbunden i Japan, Sovjetunionen och Sverige.
Renju International Federation anordnar vartannat år världsmästerskap i spelen Renju och Gomoku. Båda spelen har utvecklats ur det som på svenska brukar kallas Luffarschack eller Fem i rad. 